# Долгое Плесо
Долгое Плесо — деревня в России, находится в Ханты-Мансийском районе Ханты-Мансийского автономного округа — Югры. Располагается деревня на межселенной территории, в прямом подчинении Ханты-Мансийскому муниципальному району.
Постоянного населения нет.
Почтовый индекс — 628506, код ОКАТО — 71129000001.

## Население
| 2010 | 2015 | 2016 | 2021 |
| ---- | ---- | ---- | ---- |
| 2    | →2   | →2   | ↗10  |

## Климат
Климат резко континентальный, зима суровая, с сильными ветрами и метелями, продолжающаяся семь месяцев. Лето относительно тёплое, но быстротечное.